# حقيقة مظلمة
الحقيقة المظلمة (بالإنجليزية: A Dark Truth)‏ هو فيلم حركة تم إنتاجه في كندا والولايات المتحدة وصدر في سنة 2012.

## طاقم التمثيل
- ديبورا كارا أنجر
- إيفا لانغوريا
- فورست ويتكر

## القصة
تدور الأحداث حول ضابط سابق متقاعد من وكالة المخابرات المركزية الأمريكية ومتقاعد سياسي، تحول إلى محاور بأحد البرامج، يحاول فضح أمر إحدى الشركات التي تتستر على مذبحة في قرية أمريكا الجنوبية.

## الميزانية والإيرادات
حقق أرباحا تقدر بـ 5,750 دولار.

## روابط خارجية
- حقيقة مظلمة على موقع IMDb (الإنجليزية)
- حقيقة مظلمة على موقع ميتاكريتيك (الإنجليزية)
- حقيقة مظلمة على موقع روتن توميتوز (الإنجليزية)
- حقيقة مظلمة على موقع قاعدة بيانات الأفلام العربية
- حقيقة مظلمة على موقع ألو سيني (الفرنسية)
- حقيقة مظلمة على موقع Turner Classic Movies (الإنجليزية)
- حقيقة مظلمة على موقع أول موفي (الإنجليزية)
- حقيقة مظلمة على موقع بوكس أوفيس موجو (الإنجليزية)
- حقيقة مظلمة على موقع فيلمافينيتي (الإسبانية)
- حقيقة مظلمة على موقع قاعدة بيانات الفيلم (الإنجليزية)